# James Taylor (kierowca)
James Taylor (ur. 18 października 1955 w Mtarfie) – brytyjski kierowca wyścigowy.

## Biografia
W 1992 roku startował Tigą w dywizji 2 Interserie. Został wówczas sklasyfikowany na trzecim miejscu, zdobywając siedem podiów. Startował również w klasie B Brytyjskiej Formuły 3 w barwach West Surrey Racing, używając Ralta RT35. Uzyskał wtedy sześć punktów i zajął dziewiąte miejsce na koniec sezonu. W sezonie 1993 zadebiutował za kierownicą samochodu Formuły 3000, zajmując Reynardem 91D szóste miejsce w GP Moosehead. W tym samym roku uczestniczył w Brytyjskiej Formule 2, zajmując siódme miejsce w klasyfikacji końcowej. W 1994 roku rywalizował Jordanem 191 w dywizji 1 Interserie (czwarta pozycja), Reynardem 92D w Brytyjskiej Formule 2 (czternaste miejsce), a także zadebiutował w Międzynarodowej Formule 3000 w barwach Vortex Motorsport. W latach 1996–1997 ścigał się w zespole Boba Sailsbury'ego, natomiast w sezonie 1998 reprezentował GP Racing. Po 1998 roku zakończył rywalizację w tej serii.

## Wyniki
| Legenda oznaczeń w tabelach wyników Wyświetl szablon na nowej stronie | Legenda oznaczeń w tabelach wyników Wyświetl szablon na nowej stronie                                                                     |
| Oznaczenie                                                            | Wyjaśnienie |
| --------------------------------------------------------------------- | --- |
| Złoty                                                                 | Zwycięzca lub mistrzostwo |
| Srebrny                                                               | 2. miejsce lub wicemistrzostwo |
| Brązowy                                                               | 3. miejsce lub II wicemistrzostwo |
| Zielony                                                               | Ukończył, punktował (w klasyfikacji generalnej, gdy zdobył co najmniej jeden punkt na przestrzeni sezonu, poza trzema powyższymi opcjami) |
| Niebieski                                                             | Ukończył, nie punktował (w klasyfikacji generalnej, gdy nie zdobył co najmniej jednego punktu na przestrzeni sezonu)                      |
| Czerwony                                                              | Nie zakwalifikował się (NZ) |
| Czerwony                                                              | Nie prekwalifikował się (NPK) |
| Różowy                                                                | Nie ukończył (NU) |
| Różowy                                                                | Niesklasyfikowany (NS) (w klasyfikacji generalnej, gdy nie został sklasyfikowany w żadnym wyścigu sezonu)                                 |
| Czarny                                                                | Zdyskwalifikowany (DK) |
| Czarny                                                                | Wykluczony (WYK/EX) |
| Biały                                                                 | Nie wystartował (NW) |
| Biały                                                                 | Kontuzjowany (K/INJ) |
| Biały                                                                 | Wyścig odwołany (OD/C) |
| Bez koloru                                                            | Został wycofany (WYC/WD) |
| Bez koloru                                                            | Nie przybył (NP/DNA) |
| Bez koloru                                                            | Nie brał udziału w treningach (NT/DNP) |
| Bez koloru                                                            | Nie został zgłoszony (–) |
| Pogrubienie                                                           | Start z pole position |
| Kursywa                                                               | Najszybsze okrążenie wyścigu |
| †                                                                     | Nie ukończył, ale jego rezultat został zaliczony ze względu na przejechanie więcej niż 90% dystansu wyścigu.                              |
| *                                                                     | Sezon w trakcie |
| 1/2/3                                                                 | Punktowana pozycja w sprincie kwalifikacyjnym                                                                                             |
| Lista systemów punktacji Formuły 1                                    | |

### Międzynarodowa Formuła 3000
| Rok  | Zespół                    | Samochód    | Silnik | Wyniki w poszczególnych eliminacjach | Wyniki w poszczególnych eliminacjach | Wyniki w poszczególnych eliminacjach | Wyniki w poszczególnych eliminacjach | Wyniki w poszczególnych eliminacjach | Wyniki w poszczególnych eliminacjach | Wyniki w poszczególnych eliminacjach | Wyniki w poszczególnych eliminacjach | Wyniki w poszczególnych eliminacjach | Wyniki w poszczególnych eliminacjach | Wyniki w poszczególnych eliminacjach | Wyniki w poszczególnych eliminacjach | Pkt. | Msc. |
| ---- | ------------------------- | ----------- | ------ | ------------------------------------ | ------------------------------------ | ------------------------------------ | ------------------------------------ | ------------------------------------ | ------------------------------------ | ------------------------------------ | ------------------------------------ | ------------------------------------ | ------------------------------------ | ------------------------------------ | ------------------------------------ | ---- | ---- |
| 1994 |                           |             |        | Wielka Brytania                      | Francja                              | Hiszpania                            | Włochy                               | Niemcy                               | Belgia                               | Portugalia                           | Francja                              |                                      |                                      |                                      |                                      | 0    | 27   |
| 1994 | Vortex Motorsport         | Reynard 94D | Ford   | –                                    | –                                    | –                                    | 15                                   | NU                                   | NU                                   | 15                                   | NU                                   |                                      |                                      |                                      |                                      | 0    | 27   |
| 1995 |                           |             |        | Wielka Brytania                      | Hiszpania                            | Francja                              | Włochy                               | Niemcy                               | Belgia                               | Portugalia                           | Francja                              |                                      |                                      |                                      |                                      | 0    | 27   |
| 1995 | Vortex Motorsport         | Reynard 95D | Ford   | –                                    | –                                    | –                                    | –                                    | –                                    | 15                                   | 17                                   | NZ                                   |                                      |                                      |                                      |                                      | 0    | 27   |
| 1996 |                           |             |        | Niemcy                               | Francja                              | Włochy                               | Niemcy                               | Wielka Brytania                      | Belgia                               | Francja                              | Portugalia                           | Włochy                               | Niemcy                               |                                      |                                      | 0    | 26   |
| 1996 | Bob Salisbury Engineering | Lola T96/50 | Zytek  | –                                    | –                                    | –                                    | –                                    | NU                                   | NU                                   | 15                                   | NU                                   | 21                                   | NU                                   |                                      |                                      | 0    | 26   |
| 1997 |                           |             |        | Wielka Brytania                      | Francja                              | Finlandia                            | Niemcy                               | Włochy                               | Niemcy                               | Austria                              | Belgia                               | Włochy                               | Hiszpania                            |                                      |                                      | 0    | 33   |
| 1997 | Bob Salisbury Engineering | Lola T96/50 | Zytek  | –                                    | –                                    | –                                    | NZ                                   | NZ                                   | NZ                                   | NZ                                   | 12                                   | NZ                                   | NZ                                   |                                      |                                      | 0    | 33   |
| 1998 |                           |             |        | Niemcy                               | Włochy                               | Hiszpania                            | Wielka Brytania                      | Monako                               | Francja                              | Austria                              | Niemcy                               | Węgry                                | Belgia                               | Włochy                               | Niemcy                               | 0    | 40   |
| 1998 | GP Racing                 | Lola T96/50 | Zytek  | –                                    | –                                    | –                                    | –                                    | –                                    | –                                    | –                                    | –                                    | –                                    | –                                    | 21                                   | 21                                   | 0    | 40   |